# Sandwich de Bologne
Le sandwich de Bologne est un sandwich populaire aux États-Unis et au Canada.  Aussi appelé sandwich baloney, il est traditionnellement fait de tranches de saucisse de Bologne dans du pain blanc, accompagné de plusieurs condiments, tels que de la mayonnaise, de la moutarde et du ketchup. Plusieurs recettes existent : on peut par exemple faire frire la viande et ajouter du fromage, des pickles, des tomates et des oignons.
Le sandwich de Bologne, frit ou nature, est désigné comme spécialité régionale du Midwest, des Appalaches, et dans le Sud, où il est très diffusé,. À Pittsburgh, en Pennsylvanie, il est nommé jumbo sandwich. Dans l'est du Tennessee, il est appelé Lonsdale ham sandwich, d'après le quartier de Lonsdale, à Knoxville.
Dans le sud-ouest de la Virginie, le sandwich est parfois appelé Hoover ham ou Miner's steak.